# Тис ягідний (Воловецький район)
Тис я́гідний — ботанічна пам'ятка природи місцевого значення в Україні. Об'єкт розташований на території Воловецького району Закарпатської області, на північ від смт Жденієво. 
Площа 1,5 га. Статус присвоєно згідно з рішенням облвиконкому від 18.11.1969 року № 414, ріш. ОВК від 23.10.1984 року № 253. Перебуває у віданні ДП «Воловецьке ЛГ» (Підполозянське лісництво, кв. 10, вид. 6). 
Статус присвоєно для збереження окремих дерев тису ягідного, який занесено до Червоної книги України.